# 金鏞化
金 鏞化（キム・ヨンファ、朝鮮語: 김용화、1902年1月23日 - 1970年）は、中華民国、満洲国および大韓民国の教授、政治家。制憲・第2代韓国国会議員。
本貫は全州金氏。字は星光、号は竹山。父は旧韓末の正3品議官を務めた金精気。

## 経歴
咸鏡南道興南市生まれ、忠清南道天安郡出身。中央大学法学部、日本大学政治学部卒。北京大学政治科修了。北京基青付専・新京外国語専門学校教授を務めた。帰国後は1939年より天安で果樹園農場を経営し、そのまま解放を迎えた。その後は文化大学副理事長、大韓雄弁会中央委員、大韓国民党天安郡党委員長を歴任した。1948年の初代総選挙では天安郡選挙区に金を含めて10人が立候補したため、激戦で落選した。現職者の李炳国の死去により、1949年6月10日の制憲国会議員の補欠選挙で初当選した。しかし、初登院の13日後に選挙法違反および共産主義者の疑いにより拘束され、当選無効と宣告され、議員職を強制辞退させられた。1950年の第2代総選挙でも当選し、朝鮮戦争中の1951年3月に他59名と共に大田臨時遷都案を共同発議し、1951年11月15日の法案の可決に主導的な役割を果たした。